# Пурпурный кардинал
Пурпурный кардинал (лат. Cardinalis phoeniceus) — вид птиц из семейства кардиналовых (Cardinalidae). Подвидов не выделяют. Распространён в Колумбии и Венесуэле.

## Описание
Пурпурный кардинал достигает длины 19 см и массы от 20 до 30 г. Это массивная птица с большим клювом конической формы, длинным прямоугольным хвостом и длинными перьями на макушке, которые обычно стоят вертикально, образуя гребень. Взрослые самцы почти полностью красного цвета, хотя окраска оперения варьируется от очень яркой до темноватой. Вокруг основания серого клюва проходит узкая чёрная полоса. Ноги тёмного телесного цвета, радужки тёмно-карие. У самок макушка серого цвета, а удлинённые перья красные. Остальная часть головы коричневато-серая с белыми пятнами возле клюва. Верхняя часть тела серовато-коричневая, переходящая в бурую на надхвостье, хвост и маховые перья корничневые, нижняя часть тела — охристо-коричного цвета. Молодь похожа на самку, но оперение более насыщенного коричневого цвета.
Песня представляет собой серию звуков «cheer o-weet-toweet toweet toweet». Позывка — «chip».

## Распространение и места обитания
Пурпурный кардинал распространён в Колумбии и Венесуэле. Ареал прерывистый. Один район простирается от полуострова Гуахира на северо-востоке Колумбии до северной Венесуэлы вплоть до штата Лара. Другой район находится дальше на восток в Венесуэле, от штата Ансоатеги на восток до штата Сукре, включая остров Маргарита. Пурпурный кардинал обитает в полузасушливых кустарниковых зарослях, для которых характерны кактусы и колючие представители семейства бобовых. Обычно он встречается от уровня моря до высоты 300 м над уровнем моря, но был зафиксирован на высоте до 700 м в Ларе.

## Биология
Пурпурный кардинал добывает пищу поодиночке, парами или небольшими группами, часто присоединяется к смешанным группам птиц. В состав рациона входят преимущественно насекомые, а также зрелые плоды и семена.
Сезон размножения приходится на период с марта по середину августа. Чашевидное гнездо размещается в кустарнике или кактусе. В кладке 2—4 яйца. Насиживает кладку только самка. Инкубационный период продолжается около двух недель. Птенцы оперяются и покидают гнездо через 10 дней. Кормят птенцов обе родительские птицы.